# Station Bethnal Green
Station Bethnal Green (vroeger: Bethnal Green Junction) is een spoorwegstation van National Rail in Bethnal Green in de Londense borough Tower Hamlets in Engeland. Het station is eigendom van Network Rail en wordt beheerd door Greater Anglia. Het station is gebouwd in 1872.
De wijk heeft ook een metrostation, zie Bethnal Green (metrostation).